# U-578
Unterseeboot 578 foi um submarino alemão do Tipo VIIC, pertencente a Kriegsmarine que atuou durante a Segunda Guerra Mundial.

## Comandantes
| Comandante                     | Data                                      |
| ------------------------------ | ----------------------------------------- |
| FrgKpt. Ernst-August Rehwinkel | 10 de julho de 1941 - 6 de agosto de 1942 |

## Subordinação
Durante o seu tempo de serviço, esteve subordinado às seguintes flotilhas:
| Período                                      | Flotilha                                  |
| -------------------------------------------- | ----------------------------------------- |
| 10 de julho de 1941 - 31 de agosto de 1941   | 5. Unterseebootsflottille (treinamento)   |
| 1 de setembro de 1941 - 1 de outubro de 1941 | 7. Unterseebootsflottille (treinamento)   |
| 1 de outubro de 1941 - 6 de agosto de 1942   | 7. Unterseebootsflottille (serviço ativo) |

## Operações conjuntas de ataque
O U-578 participou das seguinte operações de ataque combinado durante a sua carreira:
- Rudeltaktik Schlei (16 de janeiro de 1942 - 24 de janeiro de 1942)
- Rudeltaktik Hecht (9 de maio de 1942 - 11 de maio de 1942)
- Rudeltaktik Pfadfinder (21 de maio de 1942 - 27 de maio de 1942)